# Federazione pallavolistica della Romania
La Federazione romeno di pallavolo (rum. Federaţia Română de Volei, FRV) è un'organizzazione fondata per governare la pratica della pallavolo in Romania.
Organizza il campionato maschile e femminile, e pone sotto la propria egida la nazionale maschile e femminile.
Ha aderito alla FIVB nel 1947.